# Trichosporon asahii
Trichosporon asahii är en svampart som beskrevs av Akagi ex Sugita, A. Nishikawa & Shinoda 1994. Trichosporon asahii ingår i släktet Trichosporon och familjen Trichosporonaceae.   Inga underarter finns listade i Catalogue of Life.